# Dociostaurus
A Dociostaurus a sáskafélék rendszertani családjának egyik neme. Az ide tartozó fajok Eurázsiában (az Ibériai-félszigettől Közép-Ázsiáig) és Észak-Afrikában élnek.

## Fajok
A genusba 29 faj tartozik. Magyarországon a sáskajárásra is képes marokkói sáska és a rövidnyakú sáska képviseli.
Dociostaurus Fieber, 1853 alnem
1. Dociostaurus apicalis (Walker, 1871)
2. Dociostaurus australis (Bolívar, 1889)
3. Dociostaurus brachypterus Demirsoy, 1979
4. Dociostaurus curvicercus Uvarov, 1942
5. Dociostaurus diamesus Bey-Bienko, 1948
6. Dociostaurus hammadae Ingrisch, 1983
7. Dociostaurus hispanicus Bolívar, 1898
8. Dociostaurus histrio (Fischer von Waldheim, 1846)
9. Dociostaurus kervillei Bolívar, 1911
10. Dociostaurus maroccanus (Thunberg, 1815) - marokkói sáska (típusfaj)
11. Dociostaurus minutus La Greca, 1962
12. Dociostaurus pecularis Moeed, 1971
13. Dociostaurus plotnikovi Uvarov, 1921
14. Dociostaurus salmani Demirsoy, 1979
15. Dociostaurus turbatus (Walker, 1871)

Kazakia Bey-Bienko, 1933 alnem
1. Dociostaurus brevicollis (Eversmann, 1848) - rövidnyakú sáska
2. Dociostaurus genei (Ocskay, 1832)
3. Dociostaurus icconium Sirin & Mol, 2013
4. Dociostaurus jagoi Soltani, 1978
5. Dociostaurus tarbinskyi (Bey-Bienko, 1933)
6. Dociostaurus tartarus Stshelkanovtzev, 1921

Stauronotulus Tarbinsky, 1940 alnem
1. Dociostaurus brachypterus Liu, 1981
2. Dociostaurus cappadocicus (Azam, 1913)
3. Dociostaurus crassiusculus (Pantel, 1886)
4. Dociostaurus dantini Bolívar, 1914
5. Dociostaurus hauensteini (Bolívar, 1893)
6. Dociostaurus kraussi (Ingenitskii, 1897)
7. Dociostaurus kurdus Uvarov, 1921

alnembe nem sorolt
1. Dociostaurus biskrensis Moussi & Petit, 2014